# Polonia en los Juegos Olímpicos de Garmisch-Partenkirchen 1936
Polonia estuvo representada en los Juegos Olímpicos de Garmisch-Partenkirchen 1936 por un total de 20 deportistas que compitieron en 6 deportes.  
El portador de la bandera en la ceremonia de apertura fue el esquiador alpino Bronisław Czech. El equipo olímpico polaco no obtuvo ninguna medalla en estos Juegos.